# Desantisodes concinnum
Desantisodes concinnum är en tvåvingeart som beskrevs av Cortes 1973. Desantisodes concinnum ingår i släktet Desantisodes och familjen parasitflugor. Inga underarter finns listade i Catalogue of Life.